# Ефтени, Виктор Михайлович
Виктор Михайлович Ефтени (укр. Віктор Михайлович Єфтенi; род. 1973) — советский и украинский спортсмен; Мастер спорта Украины международного класса (1993).

## Биография
Родился 2 февраля 1973 года в селе Бешгиоз Чадыр-Лунгского района Молдавской ССР, ныне Гагаузии.
Занимаясь борьбой, тренировался в Молдавской ССР у Савелия Киорогло. Затем переехал на Украину и с 1992 года занимался у Игната Грека. Выступал за команду спортивного общества «Динамо» (Одесса) в весовой категории до 48 кг.
Как юниор был призёром (1990, Ленинград) и победителем (1991, Чебоксары) первенств СССР. В 1992 году стал бронзовым призёром чемпионата СНГ по вольной борьбе. Был шестикратным чемпионом Украины в 1991—1997 годах. Становился серебряным призёром Игр доброй воли (1994, Санкт-Петербург). Был участником XXVI Олимпийских игр (1996, Атланта); чемпионом (1996, Будапешт) и бронзовым призёром (1993, Стамбул; 1994, Рим; 1995, Фрибур) первенств Европы.
В 2009 году окончил Южноукраинский национальный педагогический университет в Одессе. Работал в качестве тренера-преподавателя в одесской в СДЮСШОР-14.